# Торресан, Эннио
Эннио Торресан (англ. Ennio Torresan) — американский аниматор, иллюстратор, режиссёр и сценарист бразильского происхождения. Более известен по работе над мультсериалами «Губка Боб Квадратные Штаны» и «Teacher's Pet», а также над фильмами «Мадагаскар», «Мегамозг», «Турбо» и «Босс-молокосос».

## Биография и карьера
Эннио Торресан-младший родился 15 октября 1963 года в городе Рио-де-Жанейро, Бразилия. Торресан начал увлекаться рисованием с 7 лет, копируя картины таких художников, как Клод Моне и Эдуард Мане, позже начал посещать художественную школу. В 1986 году окончил Федеральный университет Рио-де-Жанейро по специальности «Искусствоведение». В Сан-Паулу Эннио делал иллюстрации для комиксов и таких журналов, как «Mad».
После окончания университета Торресан переехал в Лондон, а позже в Лос-Анджелес, США. В этот период он начал разрабатывать короткометражный фильм «El macho» совместно с компанией «Embrafilme», который был выпущен в 1994 году и получил «Эмми». После этого он устроился в «HBO Animation» в качестве дизайнера и художника раскадровки, работал над мультсериалом «Спайси Сити». После отмены «Спайси Сити» Стивен Хилленберг предложил Торресану работу в мультсериале «Губка Боб Квадратные Штаны», в котором Эннио на протяжении первого сезона работал сценаристом и художником раскадровки. В отношении успеха «Губки Боба» Эннио сказал: «Успех Губки Боба поразил Nickelodeon, как торнадо — никто, казалось бы, не ожидал, насколько невероятно популярным станет шоу».
После «Губки Боба» Торресан ушёл в «Disney Television Animation», в мультсериал «Teacher's Pet» — за свою работу в «Teacher’s Pet» Торресан получил премию «Эмми». После работы в «Disney» Торресан устроился в «DreamWorks Animation», где помог в создании таких фильмов, как серия «Мадагаскар», «Кунг-фу панда», «Турбо» и «Босс-молокосос».
В настоящее время проживает в Глендейле, Калифорния.

## Фильмография

### Телевидение
| Годы      | Название                             | Примечания                                                         |
| --------- | ------------------------------------ | ------------------------------------------------------------------ |
| 1995      | Шоу Рена и Стимпи                    | Фоновый дизайнер                                                   |
| 1997      | Спайси Сити                          | Режиссёр Художник раскадровки Дизайнер персонажей Фоновый дизайнер |
| 1999      | Спаун                                | Художник раскадровки                                               |
| 1999—2000 | Губка Боб Квадратные Штаны           | Сценарист Режиссёр по раскадровке Художник раскадровки             |
| 2002—2004 | Teacher's Pet                        | Режиссёр Художник раскадровки                                      |
| 2003      | Жизнь и приключения робота-подростка | Ассистент раскадровщика                                            |
| 2005      | Happy Holidays from Madagascar       | Главный раскадровщик                                               |
| 2014      | Да здравствует король Джулиан        | Дополнительный раскадровщик                                        |

### Фильмы
| Годы | Название                                    | Примечания                  |
| ---- | ------------------------------------------- | --------------------------- |
| 1991 | Американская сказка 2: Фейвел едет на Запад | Фоновый дизайнер            |
| 1993 | Мы вернулись! История динозавра             | Фоновый дизайнер            |
| 1994 | El macho                                    | Режиссёр Сценарист Аниматор |
| 1997 | Коты не танцуют                             | Оформитель                  |
| 2003 | Sinbad and the Cyclops Island               | Сценарист                   |
| 2005 | Мадагаскар                                  | Художник раскадровки        |
| 2007 | Би Муви: Медовый заговор                    | Художник раскадровки        |
| 2008 | Кунг-фу панда                               | Дополнительный раскадровщик |
| 2008 | Мадагаскар 2                                | Художник раскадровки        |
| 2009 | Рождественский Мадагаскар                   | Главный раскадровщик        |
| 2010 | Мегамозг                                    | Художник раскадровки        |
| 2011 | Кунг-фу панда 2                             | Художник раскадровки        |
| 2012 | Мадагаскар 3                                | Художник раскадровки        |
| 2013 | Турбо                                       | Главный раскадровщик        |
| 2013 | Até que a Sbórnia nos Separe                | Режиссёр                    |
| 2014 | Пингвины Мадагаскара                        | Дополнительный раскадровщик |
| 2017 | Босс-молокосос                              | Главный раскадровщик        |
| 2019 | Эверест                                     | Главный раскадровщик        |
| 2021 | Босс-молокосос 2                            | Художник раскадровки        |